# بوتوین (پنسیلوانیا)
بوتوین (به انگلیسی: Boothwyn) یک منطقهٔ مسکونی در ایالات متحده آمریکا است که در پنسیلوانیا واقع شده‌است. بوتوین ۴٬۹۳۳ نفر جمعیت دارد.